# Murallas de Arlés
Las murallas romanas que se conservan en la ciudad de Arlés, en el sur de Francia, son uno de los lugares calificados como Patrimonio de la Humanidad por la Unesco, dentro del Sitio «Monumentos romanos y románicos de Arlés», en concreto, con el código de identificación 164-005.

## Historia
Señalaba de manera imponente la llegada en la ciudad de la vía Aurelia, procedente de Roma. La muralla de la época de Augusto a finales del siglo I a. C. podría haber tenido una vocación más ostentosa que defensiva ya que se muestra parcialmente destruida para construir el anfiteatro, desde finales del siglo I, o para dar acceso a nuevos distritos en el sur de la ciudad. A finales de la antigüedad su perímetro se redujo y su construcción se modificó y reforzó, con la reutilización de monumentos, especialmente funerarios. Incluso se han encontrado elementos esculpidos de un arco triunfal.
Arlés, junto con Marsella, será la última ciudad de la Galia en caer en manos de los visigodos en 476. Habrá que esperar al siglo XIII para que la ciudad, tras ser ampliada, esté completamente rodeada por murallas. 
Más tarde, ante las invasiones sarracenas, estas murallas serán convertidas en fortaleza.